# Old State House (Massachusetts)

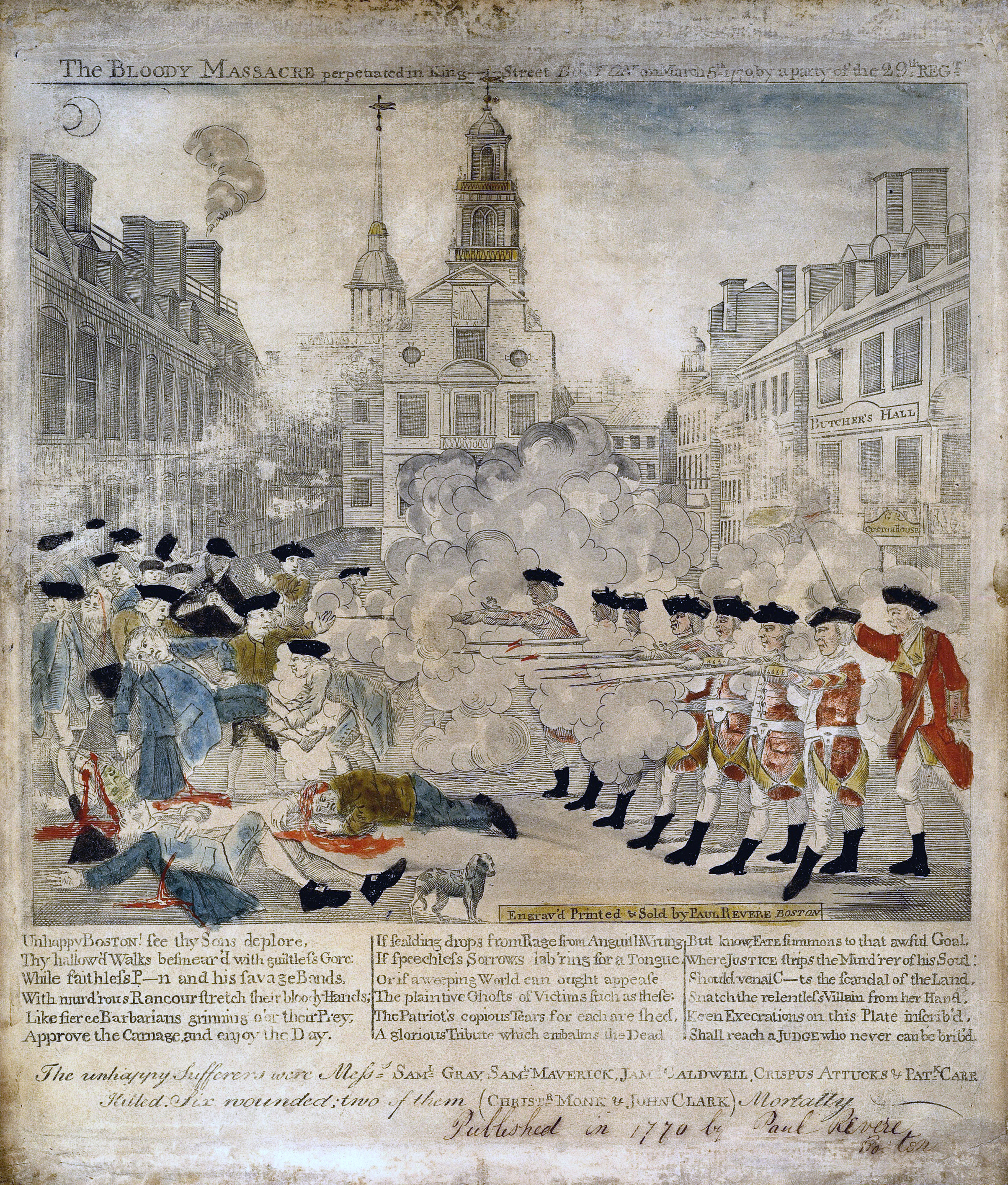
Die Gravur von Paul Revere zeigt das Massaker von Boston. Im Hintergrund ist das Old State House deutlich zu erkennen.

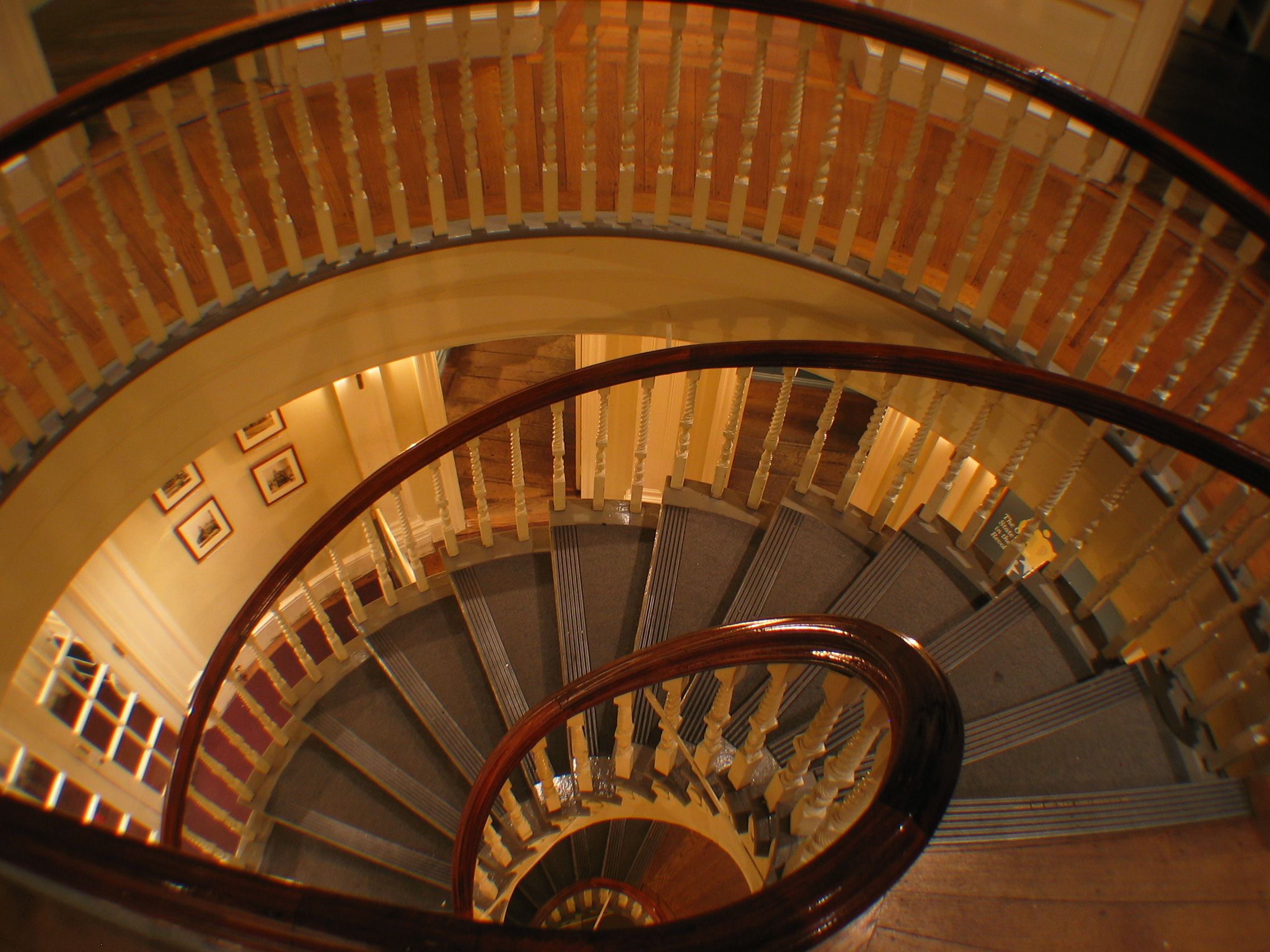
Die Wendeltreppe im Old State House

Das Old State House ist ein historisches Verwaltungsgebäude an der Kreuzung der Washington/State Street in Boston im Bundesstaat Massachusetts der Vereinigten Staaten. Es wurde im Jahr 1713 erbaut und ist das älteste noch stehende öffentliche Gebäude in Boston. Das Old State House war bis 1798 der Sitz der Legislative des Bundesstaats. Heute ist es ein Heimatmuseum und wird von der gemeinnützigen Bostonian Society betrieben. Das Gebäude ist Bestandteil der Route des Freedom Trail.

## Geschichte

### DasMassachusetts Town House: Sitz der Kolonialregierung 1713–1776
Das heutige, aus Backsteinen bestehende Old State House wurde von 1712 bis 1713 errichtet und wahrscheinlich von Robert Twelves entworfen. Der hölzerne Vorgängerbau aus dem Jahr 1657 wurde durch ein Feuer im Jahr 1711 vollständig zerstört. Besonders bemerkenswert waren die beiden 7 ft (2 m) hohen Holzfiguren auf dem Dach des Gebäudes, die einen Löwen und ein Einhorn darstellten. Beides sind Symbole für die Britische Monarchie.
Das Gebäude beheimatete eine Tauschbörse im Erdgeschoss und mehrere Warenlager im Untergeschoss. In der ersten Etage befand sich auf der Ostseite die Ratskammer des Königlichen Gouverneurs, während der westliche Teil der ersten Etage die Räumlichkeiten des Gerichtshofes von Suffolk County sowie des Massachusetts Supreme Judicial Court beherbergte. Im Zentrum des Gebäudes befanden sich die Räume des vom Volk gewählten Massachusetts General Court, die als erste in der englischsprachigen Welt auch über öffentlich zugängliche Emporen verfügten.
Im Jahr 1761 führte James Otis Jr. gegen die Writs of Assistance in der Kammer des Royal Council einen Prozess, den er jedoch verlor. Dennoch beeinflusste Otis die öffentliche Meinung durch den Prozess in einer Weise, die zur Entwicklung der Amerikanischen Revolution beitrug. Später schrieb John Adams über diese Rede: „Zu dieser Zeit und an diesem Ort […] wurde das Kind namens Unabhängigkeit geboren“.
Am 5. März 1770 ereignete sich das Massaker von Boston direkt vor dem Gebäude auf der Devonshire Street. Der Vizegouverneur Thomas Hutchinson stand auf dem Balkon des State House und befahl der Menge, nach Hause zurückzukehren.

### DasMassachusetts State House: Sitz der Regierung des Bundesstaats 1776–1798
Am 18. Juli 1776 wurde die Unabhängigkeitserklärung der Vereinigten Staaten vom östlichen Balkon aus vor einer jubelnden Menge von Colonel Thomas Crafts, einem der Sons of Liberty, proklamiert. Zunächst erschien Crafts um 1 Uhr im Rathaussaal und verlas die Erklärung an die Anwesenden Mitglieder. Im Anschluss wollte sein Mitstreiter Sheriff William Greenleaf die Erklärung vom Balkon aus verlesen, brachte jedoch nur ein Flüstern hervor, so dass Crafts neben ihm stehend das Dokument mit einer überlauten Stimme verlas. Für die meisten Anwesenden war es ein festlicher Anlass, da etwa zwei Drittel der Bostoner Einwohner die Revolution unterstützten. Der Löwe und das Einhorn als Symbole der britischen Monarchie wurden vom Dach des Gebäudes geholt und in einem Freudenfeuer auf der King Street verbrannt.
Nach der Amerikanischen Revolution diente das Gebäude als Sitz der Regionalverwaltung des Staates von Massachusetts, bis dieses 1798 in das heutige Massachusetts State House umzog.

### Das Bostoner Rathaus 1830–1841

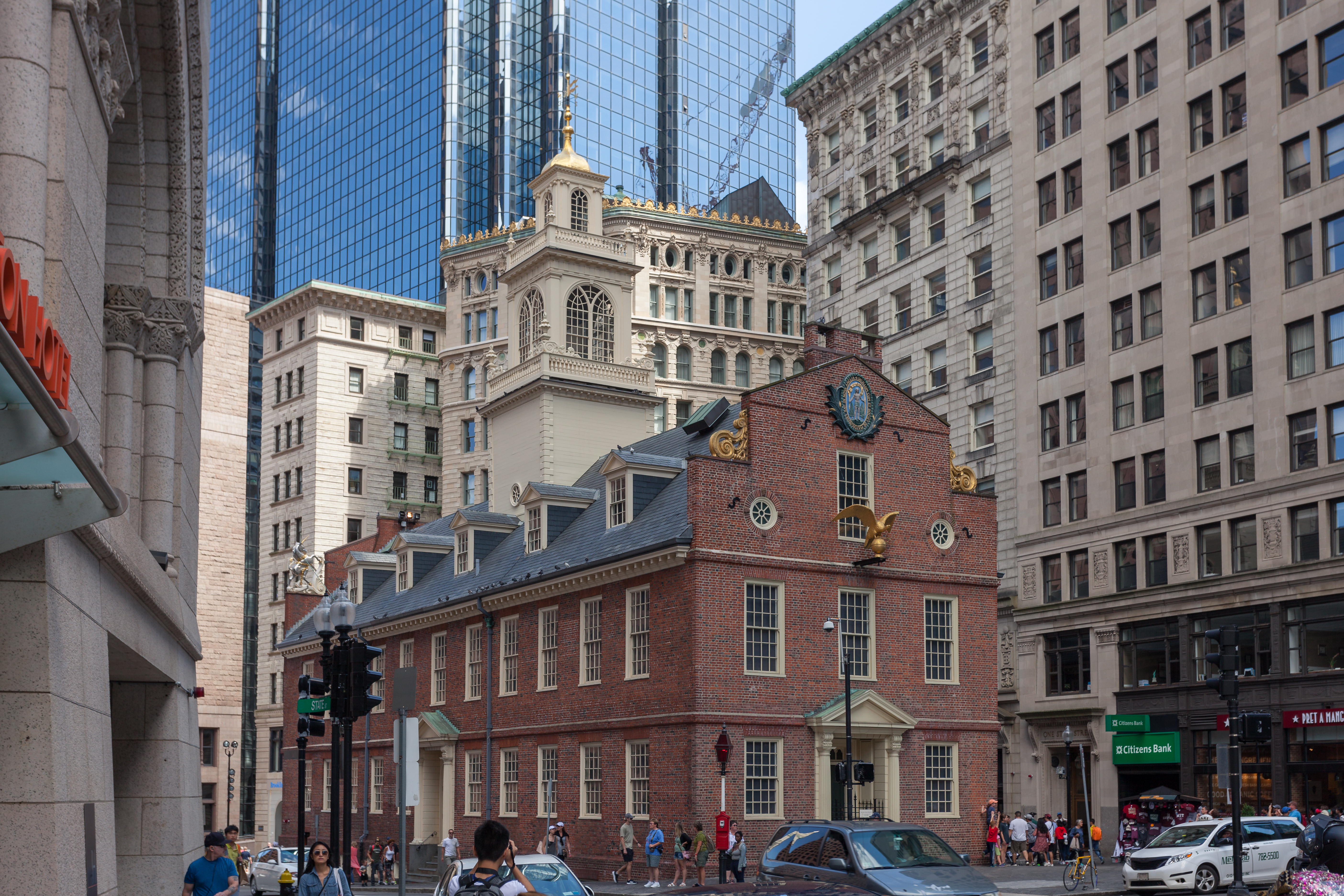
Das Old State House in Boston von hinten

In den Jahren von 1830 bis 1841 diente das Gebäude als das Rathaus von Boston, dessen Räume zuvor im Gerichtsgebäude des Countys angesiedelt waren. 1830 veränderte der Architekt Isaiah Rogers die Inneneinrichtung in den Greek-Revival-Stil, was sich insbesondere in der Installation einer großen Wendeltreppe manifestierte, die auch heute noch vorhanden ist. Das Gebäude wurde im Jahr 1832 durch einen Brand beschädigt.
Während dieser Zeit waren im Gebäude ebenfalls das Bostoner Postamt sowie einige private Unternehmen untergebracht. Am 21. Oktober 1835 gewährte der damalige Bürgermeister Theodore Lyman, Jr. dem Abolitionisten William Loyed Garrison vorübergehend Zuflucht, der das Papier The Liberator geschrieben hatte und von einem wütenden Mob verfolgt wurde. Garrison war im Old State House in Sicherheit und wurde später in das Gefängnis an der Leverett Street gebracht, wo er über Nacht beschützt wurde. Zugleich jedoch wurde er wegen Anstiftung eines Aufstandes angeklagt. 1841 zog das Rathaus in das ehemalige Gebäude des Gerichts von Suffolk County um.

### Kommerzielle Nutzung 1841–1881

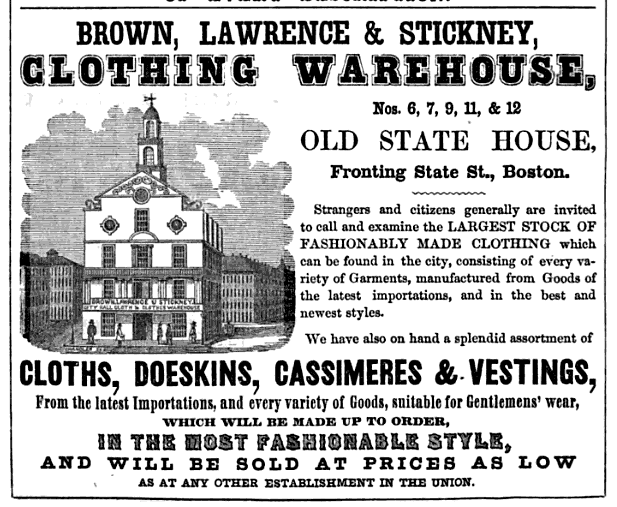
Werbeanzeige für ein Bekleidungsgeschäft im Old State House (1849)

Nach dem Auszug des Rathauses wurde das gesamte Gebäude – wie bereits zuvor in der Zeit zwischen State House und Rathaus geschehen – zur kommerziellen Nutzung vermietet. Mieter waren unter anderem Schneider, Bekleidungsgeschäfte, Versicherungen und Eisenbahngesellschaften. Zeitweise waren 50 Mieter zugleich in dem Gebäude untergebracht.
Nach einem erneuten Brand im Jahr 1847 musste das Gebäude von innen vollständig erneuert werden – lediglich die Steinmauern hatten das Feuer überstanden.

### DieBostonian Societyund das Museum 1881–heute
Im Jahr 1881 wurde als Reaktion auf Pläne zum möglichen Abriss des Gebäudes aufgrund von stadtplanerischen Gestaltungsmöglichkeiten die Bostonian Society mit dem Ziel gegründet, das Old State House zu erhalten und zu verwalten. Von 1881 bis 1882 wurden Restaurierungsarbeiten durch George A. Clough durchgeführt. Im Anschluss wurden 1882 Nachbildungen der Löwen- und der Einhorn-Statue auf dem Dach der Ostseite angebracht, da die Originale 1776 verbrannt worden waren. An der Westseite wurde die Statue eines Adlers angebracht, um damit an die Verbindung des Gebäudes zur US-amerikanischen Geschichte zu erinnern.
Seit 1904 nutzt die MBTA-Station State Street einen Teil des Kellergeschosses des Old State House.
Am 11. Juli 1976 besuchte Königin Elisabeth II. im Rahmen der Feierlichkeiten zum zweihundertjährigen Bestehen der Vereinigten Staaten gemeinsam mit ihrem Ehemann das Old State House. In der Tradition der Geschichte hielt sie ebenfalls auf dem historischen Balkon eine Rede zu einer großen Zuschauermenge.

## Das Museum heute

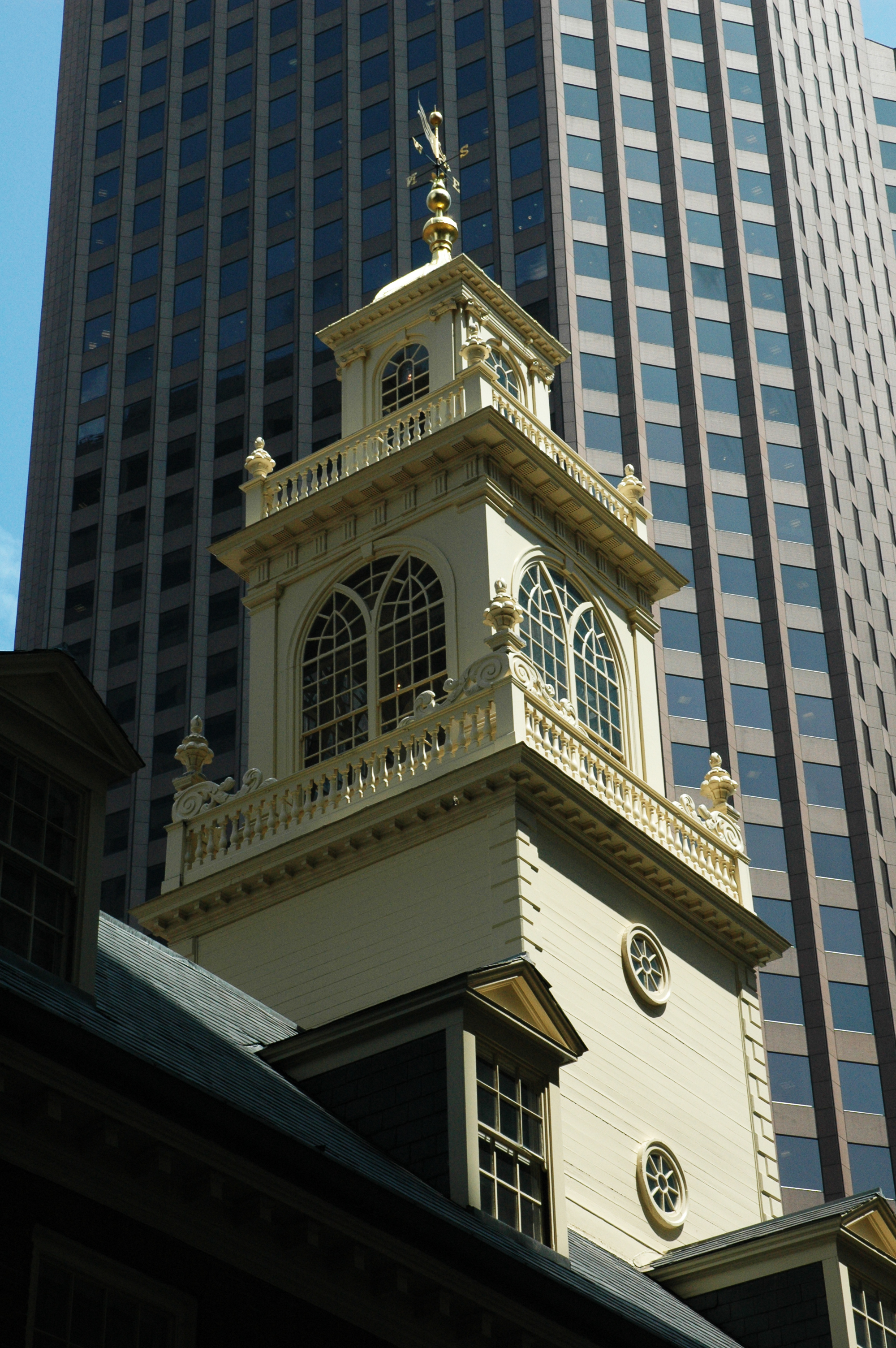
Der Turm des Gebäudes ein Jahr vor der Restaurierung

Heute ist das Old State House von hohen Gebäuden des Bostoner Finanzdistrikts umgeben. Jedoch wird es nicht vollständig verdeckt und kann von der Hafenseite aus sehr gut gesehen werden. Das State House befindet sich direkt über der State Street Station der MBTA, die durch die U-Bahnlinien Blue Line und Orange Line bedient wird. Die U-Bahn-Station ist direkt vom Untergeschoss des State House aus zugänglich. Das Gebäude kann für abendliche Veranstaltungen angemietet werden, jedoch besteht seine Hauptfunktion in der Rolle eines Museums, das an sieben Tagen pro Woche geöffnet und nur an wenigen Feiertagen geschlossen ist.
Der nächste Haltepunkt auf dem Freedom Trail ist der Schauplatz des Massakers von Boston, der durch einen Pflasterstein auf der Verkehrsinsel vor dem Old State House gekennzeichnet ist. Im Museum werden dazu multimediale Präsentationen gezeigt, ebenso gibt es eine geführte Tour, die das Massaker in einem historischen Kontext beschreibt und erklärt.
Das Gebäude wird regelmäßig Wartungs-, Instandhaltungs- und Restaurierungsarbeiten unterzogen, um es in gutem Zustand zu erhalten. Im Jahr 2006 musste ein Wasserschaden am Mauerwerk behoben werden, der zwar schon längere Zeit ein Problem darstellte, aber im Herbst 2005 durch den Hurrikan Wilma noch deutlich verschärft wurde. Die Restaurierungsarbeiten wurden im History Channel umfassend dokumentiert.
Im Jahr 2008 wurde der Turm des Museums umfangreich restauriert. Während der Bauarbeiten wurde die aus dem Jahr 1713 stammende Wetterfahne, die wahrscheinlich von Shem Drowne angefertigt wurde, neu vergoldet. Die Fenster wurden repariert und neu isoliert, die Balustraden repariert und das Kupferdach sowie verrottete Holzteile ersetzt. Dies war notwendig, um einen strukturellen Schaden zu vermeiden und die im Museum ausgestellten Sammlungen zu schützen. Dazu zählt auch die im Jahr 1831 von Simon Willard angefertigte Uhr.
Die Bostonian Society plant aktuell einige Veränderungen, um den Zugang zum Museum insbesondere im Hinblick auf Barrierefreiheit zu verbessern. Dazu sollen unter anderem eine Rampe sowie ein Rollstuhllift installiert werden.